# Mosquée Ozbek Han de Staryï Krym
La mosquée Ozbek han  est un bâtiment religieux en Crimée. Fondée en 1314 par Özbeg, elle se trouve à Staryï Krym alors capitale de la Horde d'or. C'est la plus ancienne mosquée de Crimée.

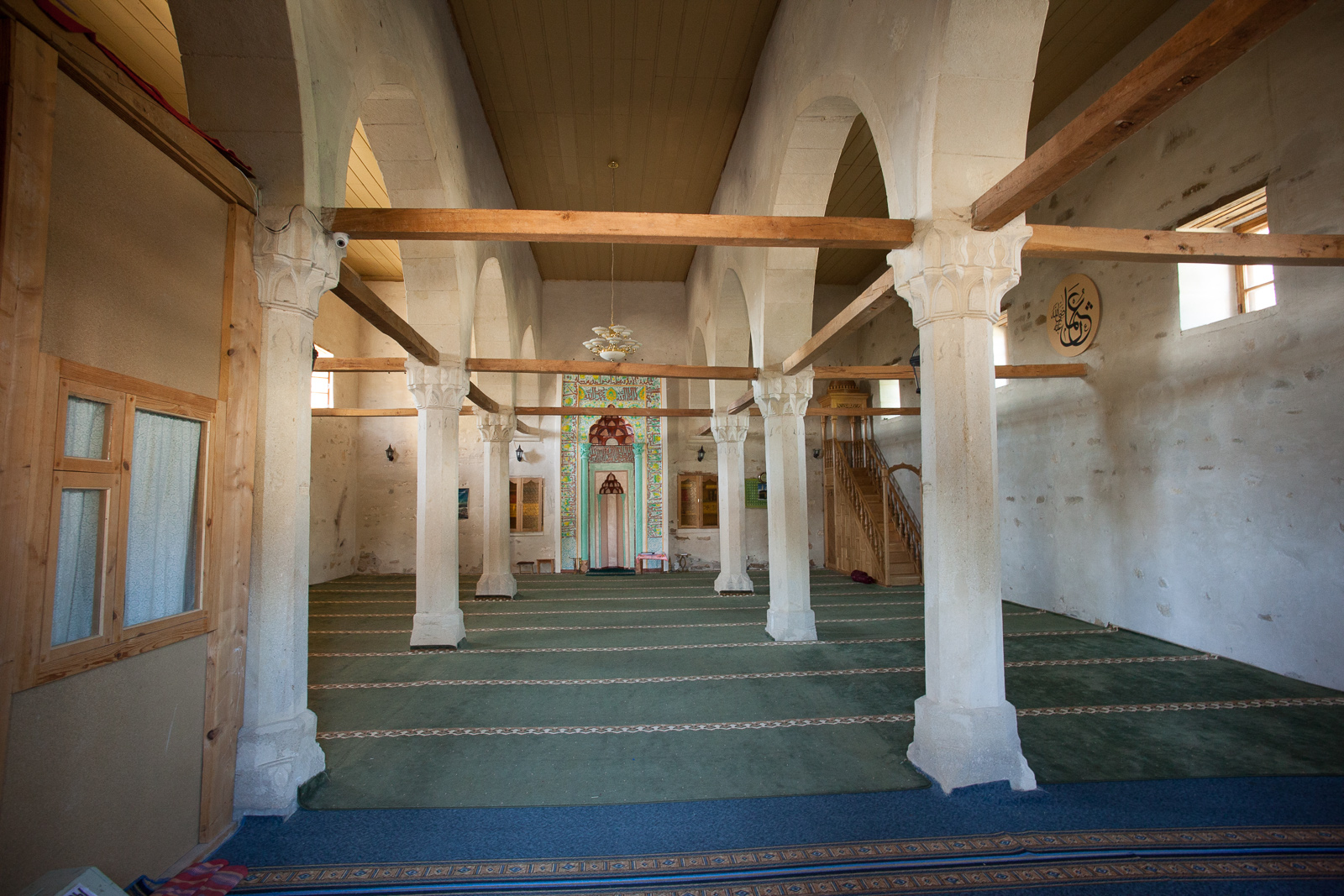
Intérieur
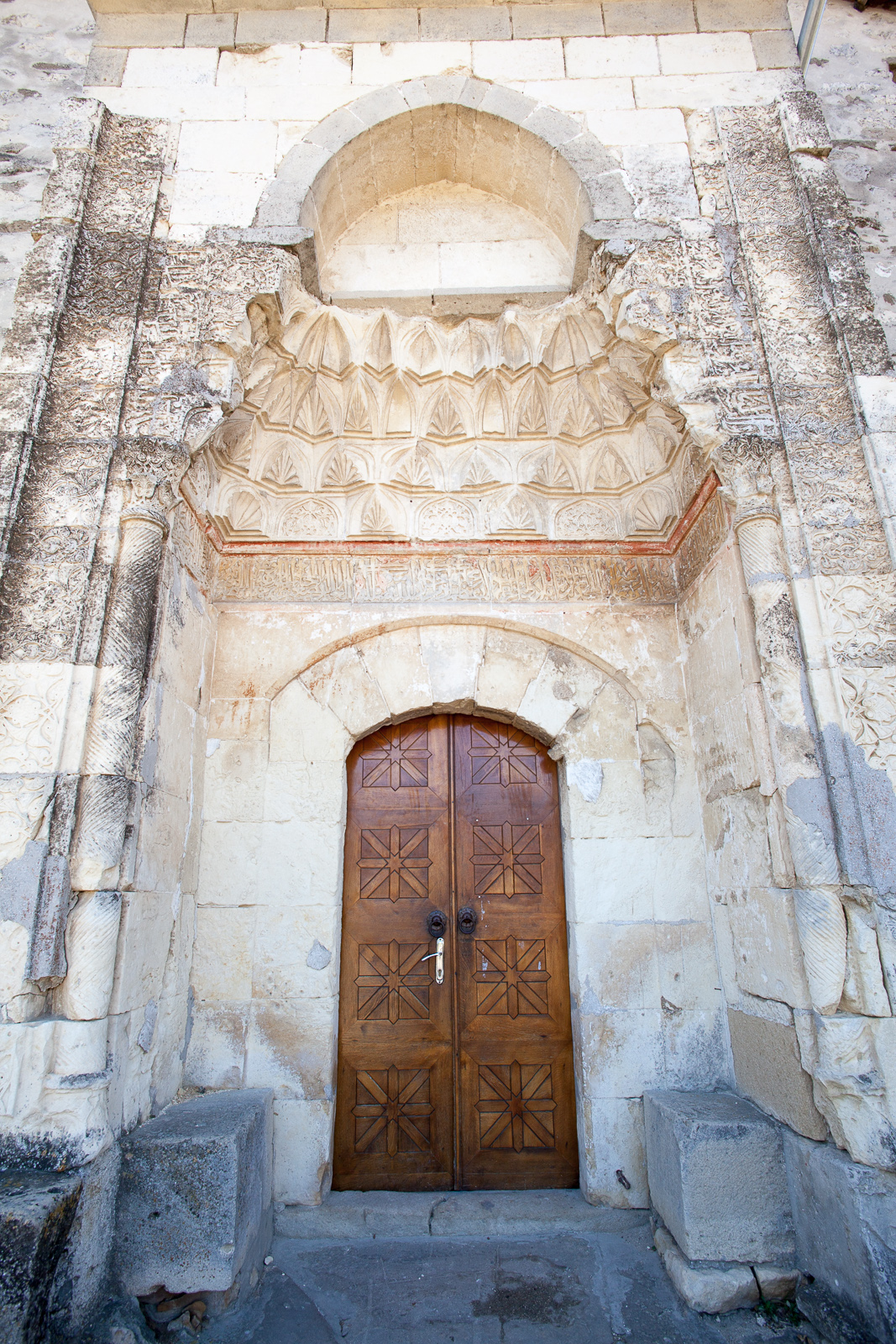
le mihrab
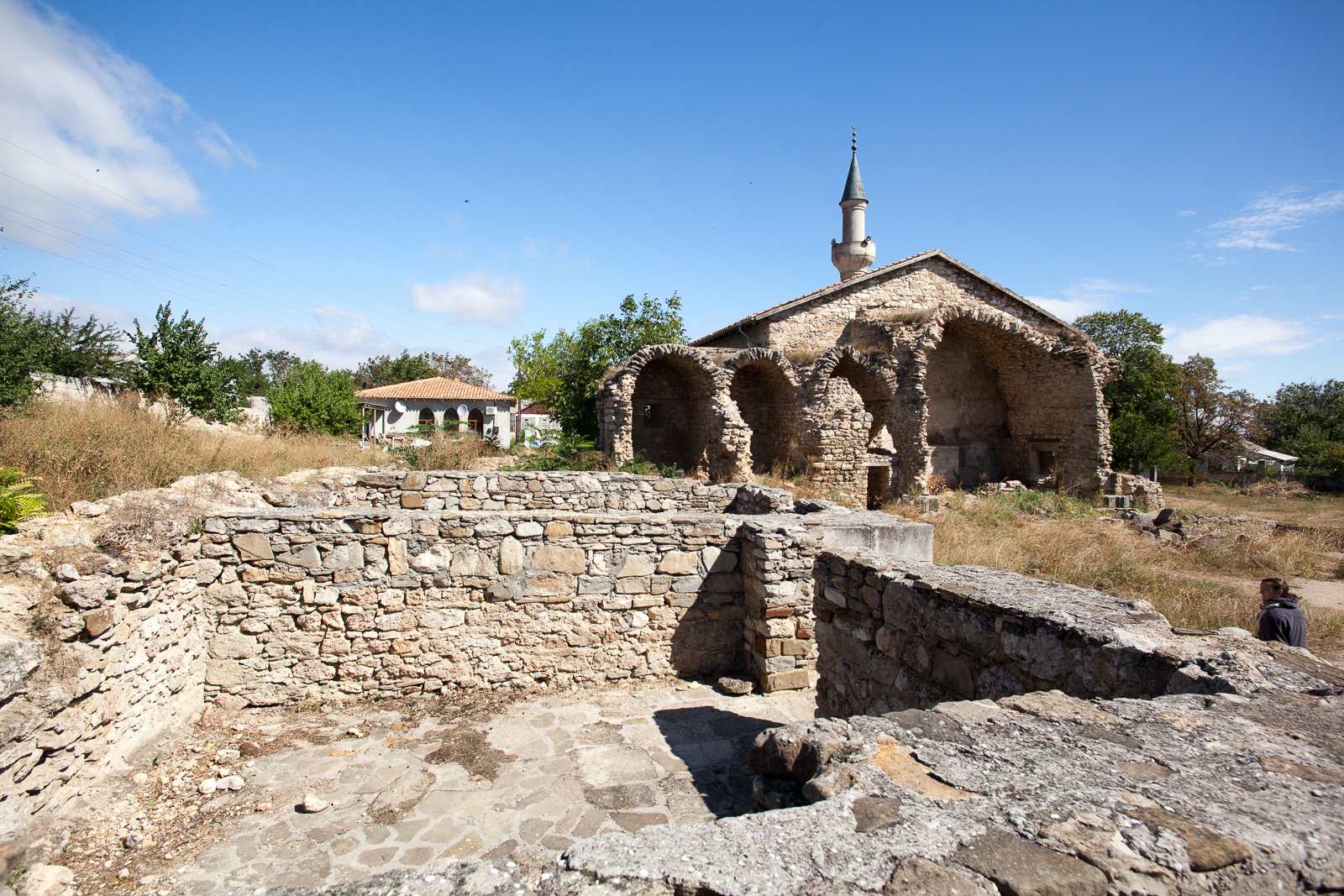
partie en ruines.